# Schlacht bei Punitz
1. Phase: Schwedische Dominanz (1700–1709)
Dänischer Kriegsschauplatz (1700)
Humlebæk • Tönning I 
Livländ./ Estnischer Kriegsschauplatz (1700–1708)
Riga I • Jungfernhof • Varja • Pühhajoggi • Narva • Petschora • Düna • Rauge • Erastfer • Hummelshof • Embach • Tartu • Narva II • Wesenberg I • Wesenberg II
Ingermanländ./ Finnischer Kriegsschauplatz (ab 1701)
Archangelsk • Ladogasee • Nöteborg • Nyenschanz • Newa • Systerbäck • Petersburg • Wyborg I • Porvoo • Newa II • Koporje II • Kolkanpää
Litauisch-weißrussischer Kriegsschauplatz (1702–1706)
Vilnius • Saladen • Jakobstadt • Gemauerthof • Mitau • Grodno I • Olkieniki • Njaswisch • Klezk • Ljachawitschy
Polnischer Kriegsschauplatz (1702–1706)
Klissow • Pułtusk • Thorn • Lemberg • Warschau • Posen • Punitz • Tillendorf • Rakowitz • Praga • Fraustadt • Kalisch 
Russischer Kriegsschauplatz (1708–1709)
Grodno II • Golowtschin • Moljatitschi • Rajowka • Lesnaja • Desna • Baturyn • Koniecpol • Weprik • Opischnja • Krasnokutsk • Sokolki • Poltawa I • Poltawa II
2. Phase: Schweden in der Defensive (1710–1721)
Baltischer und Finnischer Kriegsschauplatz (bis 1714)
Riga II • Wyborg II • Pernau • Kexholm • Reval • Hogland • Pälkäne • Storkyro • Nyslott • Hanko 
Schwed./Norwegischer Kriegsschauplatz (1710–1721)
Helsingborg • Køge-Bucht • Bottnischer Meerbusen • Frederikshald I • Dynekilen-Fjord • Göteborg I • Strömstad • Trondheim • Frederikshald II • Marstrand • Ösel • Göteborg II • Södra Stäket • Grönham • Sundsvall
Norddeutscher Kriegsschauplatz (1711–1716)
Elbing • Wismar I • Lübow • Stralsund I • Greifswalder Bodden I • Stade • Rügen • Gadebusch • Altona • Tönning II • Stettin • Fehmarn • Wismar II • Stralsund II • Jasmund • Peenemünde • Greifswalder Bodden II • Stresow 
Die Schlacht bei Punitz war ein Rückzugsgefecht zwischen sächsischen und schwedischen Truppen am 7. November 1704 bei Punitz im Zuge des Großen Nordischen Krieges. Die Schweden unter Kommando von Karl XII. konnten die Schlacht gewinnen, nicht aber den Rückzug des sächsischen Korps über die Oder unter dem Kommando von Johann Matthias von der Schulenburg unterbinden.

## Vorgeschichte
| \| Schlacht bei Punitz \| |
| Lage des Schlachtfeldes   |
| Schlacht bei Punitz       |

Nach der polnischen Königswahl marschierte Karl XII. nach Lemberg, das er am 7. August 1704 erreichte. August II., der in Sendomir lagerte, nutzte die Abwesenheit des Königs und marschierte nach Warschau, besetzte die Stadt und nahm 1500 Schweden gefangen. Als Karl XII. im Oktober sich der Stadt erneut näherte, zog sich August II. nach Krakau zurück. General Schulenburg versuchte mit 8000 Mann Infanterie und 1000 Mann Kavallerie über die Oder Sachsen zu erreichen. Karl XII. verfolgte dieses Korps und holte es bei Punitz am 7. November ein.

## Verlauf
Schulenburg verfügte über zwölf Bataillone und vier Schwadronen, insgesamt nur 4900 Soldaten, die er in aller Eile in Schlachtstellung brachte. Der linke Flügel der Sachsen wurde durch das Dorf Punitz gedeckt. Die rechte Seite wurde durch einen unpassierbaren Sumpf geschützt. Vor dem Zentrum befand sich ein Graben, hinter dem zusätzliche Wagen aufgestellt wurden. Zwischen den Wagen ließ Schulenburg Kanonen postieren. Obwohl es schon spät war, begann Karl XII. den Angriff. Er verfügte über vier Dragonerregimenter. Fünf weitere Regimenter konnten das Schlachtfeld nicht mehr pünktlich erreichen, sodass der König von insgesamt 7000 Reitern zu Beginn lediglich 3000 Mann aufbringen konnte. Zuerst attackierten die Schweden die sächsische Kavallerie. Diese wurde in Unordnung gebracht. Die sächsische Infanterie musste der sich zurückziehenden und von den Schweden verfolgten sächsischen Kavallerie Platz machen. Die sächsische Infanterie konnte sich trotz der Flucht der Kavallerie erneut positionieren und hielt den Attacken der Schweden zuerst stand. Die Linien der Sachsen konnten von den Schweden dreimal durchbrochen werden. Als die fünf verspäteten Regimenter der Schweden auf dem Schlachtfeld schließlich eintrafen, verhinderten die eingebrochene Dunkelheit und die Erschöpfung der Soldaten durch die langen Märsche einen erneuten Angriff auf die sächsischen Linien.
Als Schulenburg bemerkte, dass keine weiteren Angriffe stattfanden, ließ er jedes Bataillon Karrees formen und in das nahe gelegene Punitz zurückziehen. Karl XII. befahl einigen Truppenteilen den Rückzugsweg abzuschneiden, doch diese Truppen verfehlten infolge der Dunkelheit den Weg, so dass sich die Sachsen erfolgreich zurückziehen konnten. Am nächsten Morgen marschierten die Schweden in das Dorf ein und nahmen dort verwundete Sachsen gefangen, erbeuteten den Tross und drei Kanonen.

## Ergebnisse
Die Sachsen hatten insgesamt 500 Tote, Verwundete und Gefangene sowie drei Geschütze zu beklagen, während die schwedischen Verluste auf 100 bis 300, nach anderen Angaben sogar auf 1500 Tote und Verletzte geschätzt werden. Trotz der Verluste und dem heftigen Angriff der Schweden bewerkstelligte das sächsische Korps den Übergang über die Oder. Karl XII. verfolgte die Sachsen bis Glogau, kehrte dann nach Polen zurück und schlug sein Lager bei Ravitz an der sächsischen Grenze auf. Damit bedrohte er Sachsen und schnitt es von August II., der in Polen weilte, ab. Für die nächsten acht Monate verblieb er dort.

## Trivia
- Nahe dem Dorf Janischewo, welches nördlich von Punitz liegt, wurde später ein hölzernes Kreuz aufgestellt, welches angeblich für die Gefallenen beider Seiten der Schlacht stehen soll. Dies wird jedoch von den meisten Forschern angezweifelt, da an dem Kreuz keine eindeutigen Hinweise für die Schlacht zu finden sind.